# Municipio de Clay (condado de Cass)
El municipio de Clay (en inglés: Clay Township) es un municipio ubicado en el condado de Cass en el estado estadounidense de Indiana. En el año 2010 tenía una población de 2817 habitantes y una densidad poblacional de 54,08 personas por km².

## Geografía
El municipio de Clay se encuentra ubicado en las coordenadas 40°47′56″N 86°18′1″O / 40.79889, -86.30028. Según la Oficina del Censo de los Estados Unidos, el municipio tiene una superficie total de 52.09 km², de la cual 51,61 km² corresponden a tierra firme y (0,92 %) 0,48 km² es agua.

## Demografía
Según el censo de 2010, había 2817 personas residiendo en el municipio de Clay. La densidad de población era de 54,08 hab./km². De los 2817 habitantes, el municipio de Clay estaba compuesto por el 95,1 % blancos, el 1,31 % eran afroamericanos, el 0,28 % eran amerindios, el 0,89 % eran asiáticos, el 1,31 % eran de otras razas y el 1,1 % eran de una mezcla de razas. Del total de la población el 2,48 % eran hispanos o latinos de cualquier raza.